# Charlotte Le Bon
Charlotte Le Bon (* 4. září 1986 Montréal, Québec) je kanadská herečka, modelka a televizní moderátorka. Proslavil ji televizní pořad Le Grand Journal. Mezinárodnímu publiku se představila filmy Yves Saint Laurent, Láska na kari, Muž na laně a Anthropoid.

## Životopis
Narodila se v roce 1986 do herecké rodiny Brigitte a Richarda Le Bonových. V šestnácti letech začala s modelingem a v devatenácti letech Kanadu opustila, aby mohla pracovat v zahraničí. Po čase stráveném v Tokiu a New Yorku se v roce 2011 usadila v Paříži. Podle svých slov si ale modeling neužívala, v rozhovoru řekla: „Po osm let jsem byla modelkou a opravdu jsem to nenáviděla“. Krátce poté byla obsazena do talk show Le Grand Journal na francouzském kanálu Canal+, kde ztvárnila moderátorku počasí.
Po pořadu Le Grand Journal začala získávat nabídky na filmové role. Jejím prvním snímkem byla v roce 2012 francouzská komedie Asterix a Obelix ve službách Jejího Veličenstva. V roce 2013 se objevila v dramatech Pěna dní a Le Marche a v roce 2014 ztvárnila návrhářovu múzu, modelku Victoire Doutreleau v životopisném filmu Yves Saint Laurent. Jejím prvním anglicky mluveným filmem byla romantická komedie Láska na kari, kde si zahrála mladou kuchařku po boku Helen Mirren.
V roce 2015 si vedle Josepha Gordona-Levitta zahrála ve filmu Muž na laně. Ve stejném roce namluvila Radost ve francouzské verzi animovaného filmu V hlavě. V roce 2016 si zahrála po boku Cilliana Murphyho, Jamieho Dornana a Anny Geislerové v dramatu Anthropoid.

## Filmografie

### Film
| Rok  | Název                                           | Role                   | Poznámky                    |
| ---- | ----------------------------------------------- | ---------------------- | --------------------------- |
| 2007 | Le Goût du Temps                                | prodavačka v LifeMartu | krátký film                 |
| 2010 | Impossible                                      | Hubená dívka           | krátký film                 |
| 2012 | Asterix a Obelix ve službách Jejího Veličenstva | Ophélia                |                             |
| 2012 | La Stratégie de la poussette                    | Marie Deville          |                             |
| 2013 | Pěna dní                                        | Isis                   |                             |
| 2013 | Le grand méchant loup                           | Natacha                |                             |
| 2013 | Le Marche                                       | Claire                 |                             |
| 2014 | Yves Saint Laurent                              | Victoire Doutreleau    |                             |
| 2014 | Libre et assoupi                                | Anna                   |                             |
| 2014 | Láska na kari                                   | Marguerite             |                             |
| 2015 | V hlavě                                         | Radost                 | dabing ve francouzské verzi |
| 2015 | Muž na laně                                     | Annie                  |                             |
| 2016 | Le secret des banquises                         | Christophine           |                             |
| 2016 | Den dobytí Bastily                              | Zoe Naville            |                             |
| 2016 | Anthropoid                                      | Marie Kovárníková      |                             |
| 2016 | Příslib                                         | Ana                    |                             |
| 2016 | Iris                                            | Claudia / Iris         |                             |
| 2017 | Project Lazarus                                 | Elizabeth              |                             |
| 2019 | Berlin, I Love You                              | Rose                   |                             |

### Televize
| Rok       | Název                      | Role                | Poznámky |
| --------- | -------------------------- | ------------------- | -------- |
| 2010–2011 | Le grand journal de Canal+ | moderátorka počasí  |          |
| 2012      | Le Petit Journal           |                     | 2 díly   |
| 2013      | Le débarquement            |                     | díl 1.2  |
| 2013      | Hubert et Takako           | Takako (hlas)       | 3 díly   |
| 2017      | Calls                      | Ange / Rose Larcher | 2 díly   |